# Яковлєв Володимир Миколайович (військовий)
Володимир Миколайович Яковлєв (нар. 17 серпня 1954, Калінін, РРФСР, СРСР) — російський воєначальник, Головнокомандувач Ракетними військами стратегічного призначення Росії в 1997—2001 роках, начальник штабу з координації військового співробітництва СНД у 2001—2004 роках, начальник Військової академії Генерального штабу Збройних Сил у 2009—2012 роках, Генерал армії (2000).

## Біографія
Народився 17 серпня 1954 року в місті Калінін у сім'ї службовців. Змалку мріяв стати військовим. Подавав документи для вступу до Калінінського Суворовського військового училища, але не пройшов за конкурсом. Закінчивши з відзнакою середню школу, у 1971 році вступив до Харківського вищого військового командно-інженерного училища ракетних військ імені Маршала Радянського Союзу М. І. Крилова. Під час навчання був старшиною курсу. Училище закінчив із відзнакою у 1976 році.
Після закінчення училища в 1976 році направлений на службу в ракетний полк 46-ї Першотравневої ракетної дивізії. Пройшов посади інженера, старшого інженера і з 1978 року - командира групи підготовки і пуску. У 1981 році призначений на посаду начальника штабу ракетного полку.
У 1983 році вступив і в 1985 році закінчив із золотою медаллю командний факультет Військової академії імені Ф. Е. Дзержинського. Був призначений на посаду командира 6-го гвардійського ракетного Ризького полку (Первомайськ). Із січня 1989 року — заступник командира 46-ї ракетної дивізії.
У травні 1991 року призначений на посаду командира 60-ї ракетної дивізії (Татищево-5, в даний час це ЗАТУ Світлий Татищевського району Саратовської області). Генерал-майор (14.11.1992).
У травні 1993 року призначений начальником штабу, а в червні 1994 року — командувач 27-ї гвардійської ракетної армії (Владимир).
У грудні 1996 року призначений начальником Головного штабу РВСП. 30 Червня 1997 року, у віці 43 років, стає наймолодшим головнокомандувачем Ракетними військами стратегічного призначення за всю їхню історію. Військове звання генерала армії присвоєне указом Президента РФ від 27 червня 2000 року. У 1999 році закінчив Військову академію Генерального штабу Збройних сил Російської Федерації (раніше, в 1993 році, закінчив Вищі академічні курси при цій академії).
В квітні 2001 року звільнений з посади у зв'язку з реформуванням РВСП із виду Збройних Сил в рід військ і введенням посади командувача РВСП. 1 червня 2001 року рішенням Ради глав держав СНД призначений начальником штабу з координації військового співробітництва держав — учасниць Співдружності Незалежних Держав. Працював ним до скасування штабу в 2005 році.
У 2006–2009 роках — радник генерального директора ФДУП «Рособоронекспорт».
Із грудня 2009 року по травень 2012 року начальник військової академії Генерального штабу Збройних сил Російської Федерації.
Із 2012 року — в запасі. Працює головним науковим співробітником Центру міжнародної безпеки Інституту світової економіки й міжнародних відносин РАН імені Є. М. Примакова Російської академії наук.

## Наукова діяльність
Автор ряду праць і публікацій: монографій «Військова праця: наука, мистецтво, покликання» (М., 1998), «Організаторська діяльність керівного складу в Ракетних військах стратегічного призначення» (М., 1999), «Ракетний щит Вітчизни» (м., 1999), співавтор «Військового енциклопедичного словника Ракетних військ стратегічного призначення» (Велика російська енциклопедія, 1999), автор розділу «Стратегічні ядерні сили наземного базування» (в книзі «Зброя і технології Росії», 2000), а також понад 50 статей.
Член-кореспондент Російської академії ракетних і артилерійських наук (1998), академік Російської інженерної академії, професор Академії військових наук, кандидат військових наук (1997), доктор технічних наук (2001), почесний член Міжнародної інженерної академії.
Лауреат Державної премії РФ в галузі освіти (1998). Лауреат Державної премії РФ в галузі науки і техніки (2004).
Живе в Москві. Одружений. Має доньку від першого шлюбу та дві доньки від другого.

## Нагорода
- Орден «За заслуги перед Вітчизною» IV ступеня (1999),
- Орден «За військові заслуги» (1995),
- Орден Червоної Зірки (1988),
- інші медалі,
- Премія Президента Російської Федерації в галузі освіти[3].